# Hydrometeor
Hydrometeor je jev v atmosféře způsobený vodními částicemi v kapalném nebo tuhém stavu, které se vznáší v atmosféře nebo jsou usazeny na zemském povrchu. Řadí se mezi meteory (v meteorologickém smyslu).
Hydrometeorem jsou jednak vertikální srážky (déšť, sníh, kroupy atd.), jednak horizontální srážky (rosa, zmrzlá rosa, jinovatka atd.), dále mlha, kouřmo, zvířený sníh nebo vodní tříšť. Oblaka se k hydrometeorům neřadí.